# Leichtathletik-Weltmeisterschaften 1993/400 m der Frauen

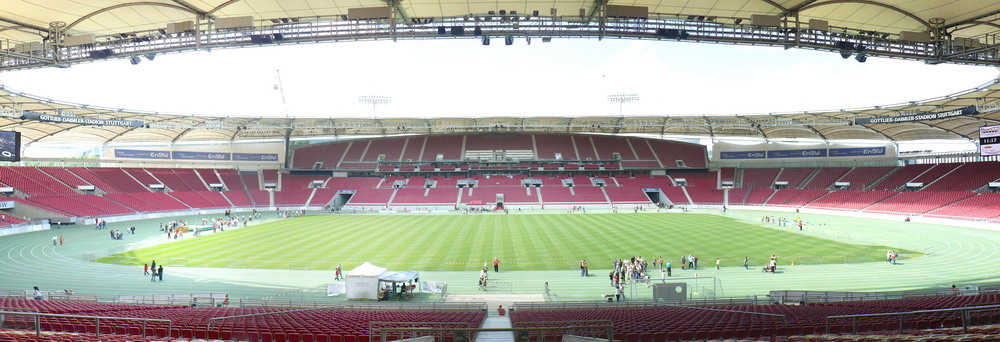
Das Stuttgarter Gottlieb-Daimler-Stadion im Jahr 2007

Der 400-Meter-Lauf der Frauen bei den Leichtathletik-Weltmeisterschaften 1993 wurde vom 15. bis 17. August 1993 im Stuttgarter Gottlieb-Daimler-Stadion ausgetragen.
In diesem Wettbewerb erzielten die US-amerikanischen Läuferinnen einen Doppelsieg. Weltmeisterin wurde Jearl Miles, die mit der 4-mal-400-Meter-Staffel ihres Landes bei den Olympischen Spielen 1992 und den Weltmeisterschaften 1991 jeweils Silber gewonnen hatte. Hier in Stuttgart gab es am Schlusstag noch Staffelgold für die Weltmeisterin. Silber ging an Natasha Kaiser-Brown, die wie Jearl Miles 1992 Olympiasilber mit der US-Staffel gewonnen hatte und hier am Schlusstag Gold mit diesem Team errang. Auf den dritten Platz kam die Jamaikanerin Sandie Richards.

## Bestehende Rekorde
| Weltrekord               | 47,60 s | Marita Koch           | Canberra, Australien          | 6. Oktober 1985 |
| Weltmeisterschaftsrekord | 47,99 s | Jarmila Kratochvílová | WM 1983 in Helsinki, Finnland | 10. August 1983 |

Der bestehende WM-Rekord wurde bei diesen Weltmeisterschaften um fast zwei Sekunden verfehlt. Alleine die Weltmeisterin Jearl Miles unterbot die Marke von fünfzig Sekunden.

## Vorrunde
Die Vorrunde wurde in fünf Läufen durchgeführt. Die ersten beiden Athletinnen pro Lauf – hellblau unterlegt – sowie die darüber hinaus sechs zeitschnellsten Läuferinnen – hellgrün unterlegt – qualifizierten sich für das Halbfinale.

### Vorlauf 1
15. August 1993, 11:00 Uhr
| Platz | Name                     | Nation     | Zeit    |
| ----- | ------------------------ | ---------- | ------- |
| 1     | Tatjana Alexejewa        | Russland   | 50,88 s |
| 2     | Sandie Richards          | Jamaika    | 51,01 s |
| 3     | Naděžda Koštovalová      | Tschechien | 52,69 s |
| 4     | Elsa Devassoigne         | Frankreich | 52,81 s |
| 5     | Regula Zürcher-Scalabrin | Schweiz    | 52,84 s |
| 6     | Guilhermina da Cruz      | Angola     | 55,34 s |
| 7     | Kaltouma Nadjina         | Tschad     | 59,76 s |

### Vorlauf 2
15. August 1993, 11:07 Uhr
| Platz | Name                 | Nation         | Zeit        |
| ----- | -------------------- | -------------- | ----------- |
| 1     | Natasha Kaiser-Brown | USA            | 51,80 s     |
| 2     | Jelena Rusina        | Russland       | 52,23 s     |
| 3     | Linda Keough         | Großbritannien | 52,61 s     |
| 4     | Dora Kyriakou        | Zypern         | 54,49 s     |
| 5     | Lorie Ann Adams      | Guyana         | 55,54 s     |
| 6     | Shermaine Ross       | Grenada        | 1:07,87 min |
| DNS   | Aminath Nasheeda     | Malediven      |             |

### Vorlauf 3
15. August 1993, 11:14 Uhr
| Platz | Name               | Nation                       | Zeit    |
| ----- | ------------------ | ---------------------------- | ------- |
| 1     | Ximena Restrepo    | Kolumbien                    | 51,59 s |
| 2     | Sandra Myers       | Spanien                      | 51,77 s |
| 3     | Aelita Jurtschenko | Ukraine                      | 52,22 s |
| 4     | Noodang Phimphoo   | Thailand                     | 54,01 s |
| 5     | Denise Ouabangui   | Zentralafrikanische Republik | 57,18 s |
| 6     | Lasnet Nkouka      | Republik Kongo               | 57,95 s |
| DNS   | Grace Birungi      | Uganda                       |         |

### Vorlauf 4
15. August 1993, 11:21 Uhr
| Platz | Name              | Nation    | Zeit        |
| ----- | ----------------- | --------- | ----------- |
| 1     | Norfalia Carabalí | Kolumbien | 51,65 s     |
| 2     | Juliet Campbell   | Jamaika   | 51,76 s     |
| 3     | Michelle Collins  | USA       | 52,03 s     |
| 4     | Aïssatou Tandian  | Senegal   | 52,59 s     |
| 5     | Yana Burtasenkova | Moldau    | 53,12 s     |
| 6     | Manda Kanoute     | Mali      | 55,72 s     |
| 7     | Rachelle Godonou  | Benin     | 1:03,39 min |

### Vorlauf 5
15. August 1993, 11:28 Uhr
| Platz | Name                 | Nation      | Zeit    |
| ----- | -------------------- | ----------- | ------- |
| 1     | Jearl Miles          | USA         | 51,24 s |
| 2     | Inez Turner          | Jamaika     | 52,04 s |
| 3     | Anja Rücker          | Deutschland | 52,10 s |
| 4     | Francine Landre      | Frankreich  | 52,53 s |
| 5     | Camille Noel         | Kanada      | 53,11 s |
| 6     | Mary-Estelle Kapalu  | Vanuatu     | 56,06 s |
| 7     | Mirna El-Laz         | Libanon     | 59,76 s |
| DNS   | Ljudmyla Dschyhalowa | Ukraine     |         |

## Halbfinale
Aus den beiden Halbfinalläufen qualifizierten sich die jeweils ersten vier Athletinnen – hellblau unterlegt – für das Finale.

### Halbfinallauf 1
16. August 1993, 19:40 Uhr
| Platz | Name                 | Nation      | Zeit (s) |
| ----- | -------------------- | ----------- | -------- |
| 1     | Natasha Kaiser-Brown | USA         | 50,41    |
| 2     | Tatjana Alexejewa    | Russland    | 50,49    |
| 3     | Juliet Campbell      | Jamaika     | 50,89    |
| 4     | Norfalia Carabalí    | Kolumbien   | 51,17    |
| 5     | Aelita Jurtschenko   | Ukraine     | 51,55    |
| 6     | Inez Turner          | Jamaika     | 52,25    |
| 7     | Anja Rücker          | Deutschland | 52,32    |
| 8     | Aïssatou Tandian     | Senegal     | 52,77    |

### Halbfinallauf 2

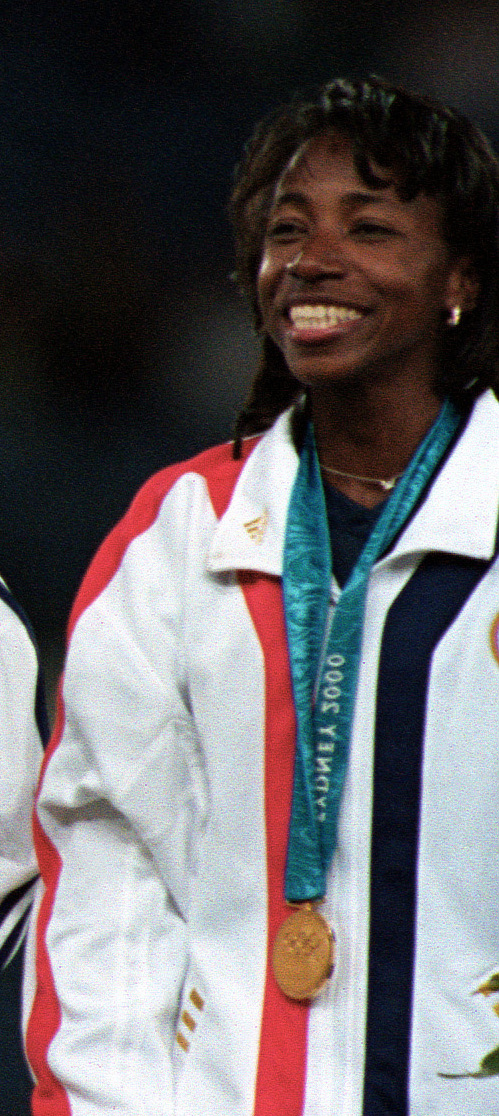
Die Weltmeisterin Jearl Miles errang mit der 4-mal-400-Meter-Staffel der USA am Schlusstag eine zweite Goldmedaille

16. August 1993, 19:47 Uhr
| Platz | Name             | Nation         | Zeit (s) |
| ----- | ---------------- | -------------- | -------- |
| 1     | Jearl Miles      | USA            | 50,45    |
| 2     | Sandie Richards  | Jamaika        | 50,65    |
| 3     | Sandra Myers     | Spanien        | 50,83    |
| 4     | Ximena Restrepo  | Kolumbien      | 50,89    |
| 5     | Jelena Rusina    | Russland       | 51,14    |
| 6     | Linda Keough     | Großbritannien | 52,56    |
| 7     | Michelle Collins | USA            | 52,60    |
| 8     | Francine Landre  | Frankreich     | 52,72    |

## Finale
17. August 1993, 19:25 Uhr
| Platz | Name                 | Nation    | Zeit (s)                         |
| ----- | -------------------- | --------- | -------------------------------- |
| 1     | Jearl Miles          | USA       | 49,82                            |
| 2     | Natasha Kaiser-Brown | USA       | 50,17                            |
| 3     | Sandie Richards      | Jamaika   | 50,44                            |
| 4     | Tatjana Alexejewa    | Russland  | 50,52                            |
| 5     | Ximena Restrepo      | Kolumbien | 50,91                            |
| 6     | Sandra Myers         | Spanien   | 51,22                            |
| 7     | Juliet Campbell      | Jamaika   | 51,40                            |
| DSQ   | Norfalia Carabalí    | Kolumbien | IAAF Rule 163.3 – Bahnübertreten |

## Video
- Women's 400m Final World Champs Stuttgart 1993 auf youtube.com, abgerufen am 16. Mai 2020